# Eilicrinia wehrlii
Eilicrinia wehrlii är en fjärilsart som beskrevs av Alexander Michailovitsch Djakonov 1933. Eilicrinia wehrlii ingår i släktet Eilicrinia och familjen mätare. Inga underarter finns listade i Catalogue of Life.